# Селезнёво (платформа)
Селезнёво — железнодорожная платформа на линии Выборг — Бусловская, располагающаяся в посёлке Селезнёво в Ленинградской области. Находится между станциями Кравцово и Пригородная. До 2024 
года имела название «138 км».

## История
Платформа была открыта в 1899 году под названием Юкспяя (Ykspää). Начала круглогодично функционировать с 1910 года. В 1928 году появилось деревянное здание билетной кассы, которое, предположительно, простояло до 1944 года. Во время советской кампании 1948-49 гг. по переименованию населённых пунктов и железнодорожных станций на территории Карельского перешейка этой платформе не дали нового названия, поэтому получила «покилометровое» обозначение. В 1977 году платформа была электрифицирована в составе участка Выборг — Лужайка — Госграница. В 2007-09 гг. была реконструирована для последующего пропуска поездов Аллегро. В октябре 2024 года приказом ОАО «РЖД» платформа получила название Селезнёво.

## Движение
В настоящее время на платформе ежедневно останавливаются две пары пригородных поездов, следующих по маршруту Выборг — Бусловская.